# Bolbonota atitla
Bolbonota atitla är en insektsart som beskrevs av William D. Funkhouser. Bolbonota atitla ingår i släktet Bolbonota och familjen hornstritar. Inga underarter finns listade i Catalogue of Life.